# Athyrium jinshajiangense
Athyrium jinshajiangense là một loài thực vật có mạch trong họ Woodsiaceae. Loài này được Ching & K.H. Shing miêu tả khoa học đầu tiên năm 1986.